# Alleghenyfloden
Allegheny er en flod der løber i delstaterne Pennsylvania og New York i USA. Den har udspring i Potter County i Pennsylvania. Derfra løber den først i nordvestlig retning og ind i delstaten New York, før den drejer mod sydvest og tilbage ind i Pennsylvania. I byen Pittsburgh løber den sammen med floden Monongahela og danner Ohiofloden, som er en biflod til Mississippi.
Allegheny er 523 km lang, og er sejlbar på de nederste 110 km, mellem Pittsburgh og East Brady.